# George Horvath
George Horvath, född 14 mars 1960 i Danderyd, död 3 maj 2022 i Växjö, var en svensk modern femkampare.
Horvath blev svensk mästare i modern femkamp 1979. Han blev olympisk bronsmedaljör i Moskva 1980.